# SpaceShipTwo

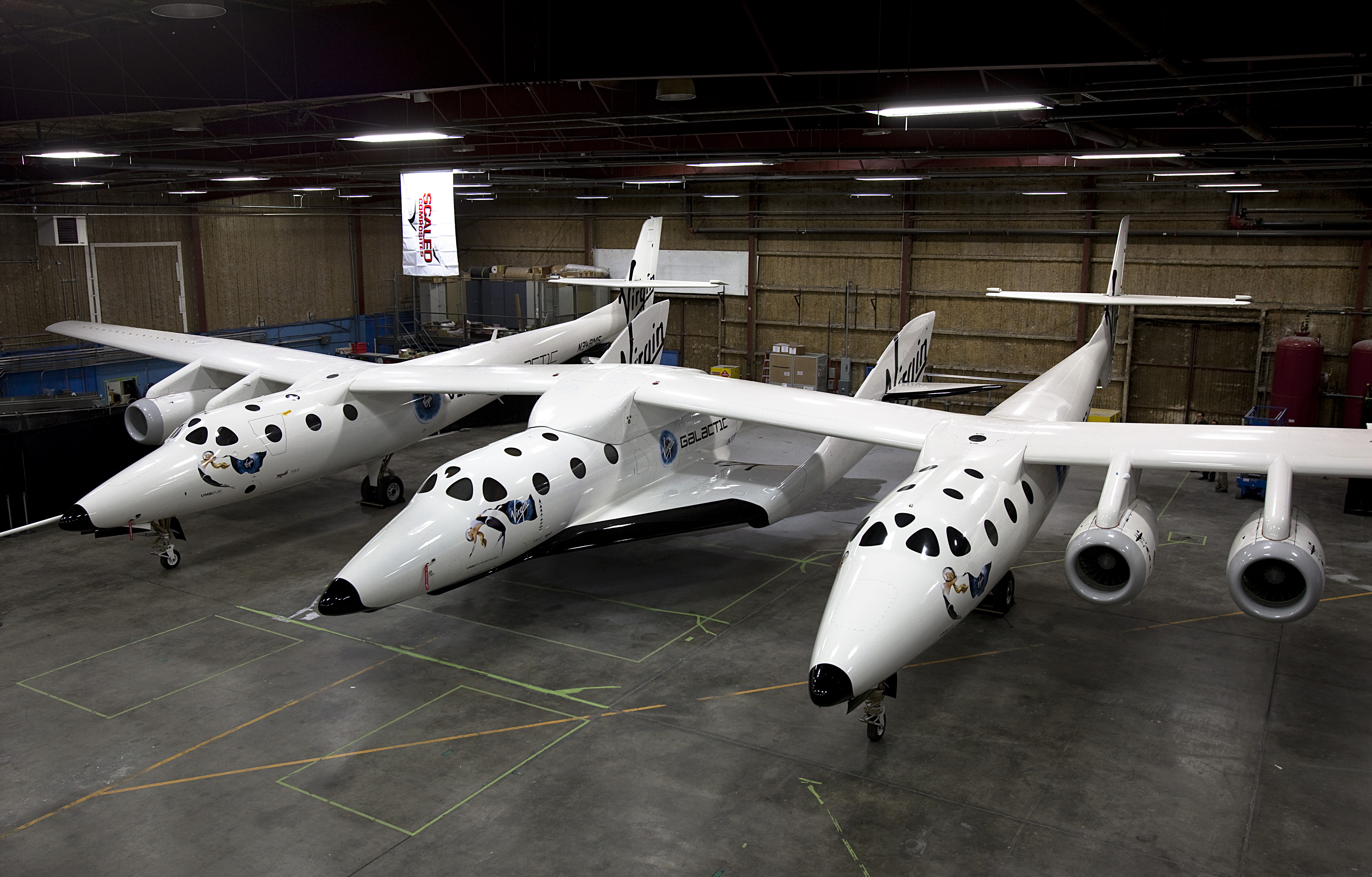
Le SpaceShipTwo (fuselage central) accroché sous l'avion porteur WhiteKnightTwo.

Le SpaceShipTwo (ou « Vaisseau spatial 2 ») est un avion spatial suborbital créé par Virgin Galactic, une coentreprise entre le constructeur aéronautique américain Scaled Composites et le conglomérat anglais Virgin Group. Il prend la suite d'un prototype, le SpaceShipOne dont il conserve les principales caractéristiques : ailes en cantilever, moteur-fusée à propulsion hybride (dite lithergol), lancement en altitude par un avion porteur.
À l'origine, en 2009, six véhicules de ce type doivent être construits pour transporter des passagers fortunés (le prix de la place est de 200 000 $) dans un bref vol suborbital (deux heures).
En 2018, Virgin a construit deux véhicules :
- Le VSS Enterprise a été présenté le 7 décembre 2009 et son premier vol a eu lieu le 22 mars 2010. Mais l'appareil s'est écrasé le 31 octobre 2014 dans le désert des Mojaves, tuant un de ses pilotes.
- Le VSS Unity a été présenté le 19 février 2016 et son premier vol (captif) a eu lieu le 8 septembre de la même année. Il réalia 7 vols commerciaux et fut retiré du service après son vol final du 8 juin 2024.
- Début septembre 2019, il est annoncé qu'un troisième exemplaire devrait être livrable à partir de la mi-2020 mais il s'agit d'une évolution, le SpaceShipThree dont le premier des deux exemplaires prévus et en essais mi 2021.

L'avion spatial peut emmener six passagers dont deux pilotes à une altitude de 110 kilomètres environ. Les touristes spatiaux passeront 5 minutes en impesanteur. En comparaison, le SpaceShipOne du concours Ansari X-Prize ne pouvait emporter que 2 passagers, en plus du pilote.

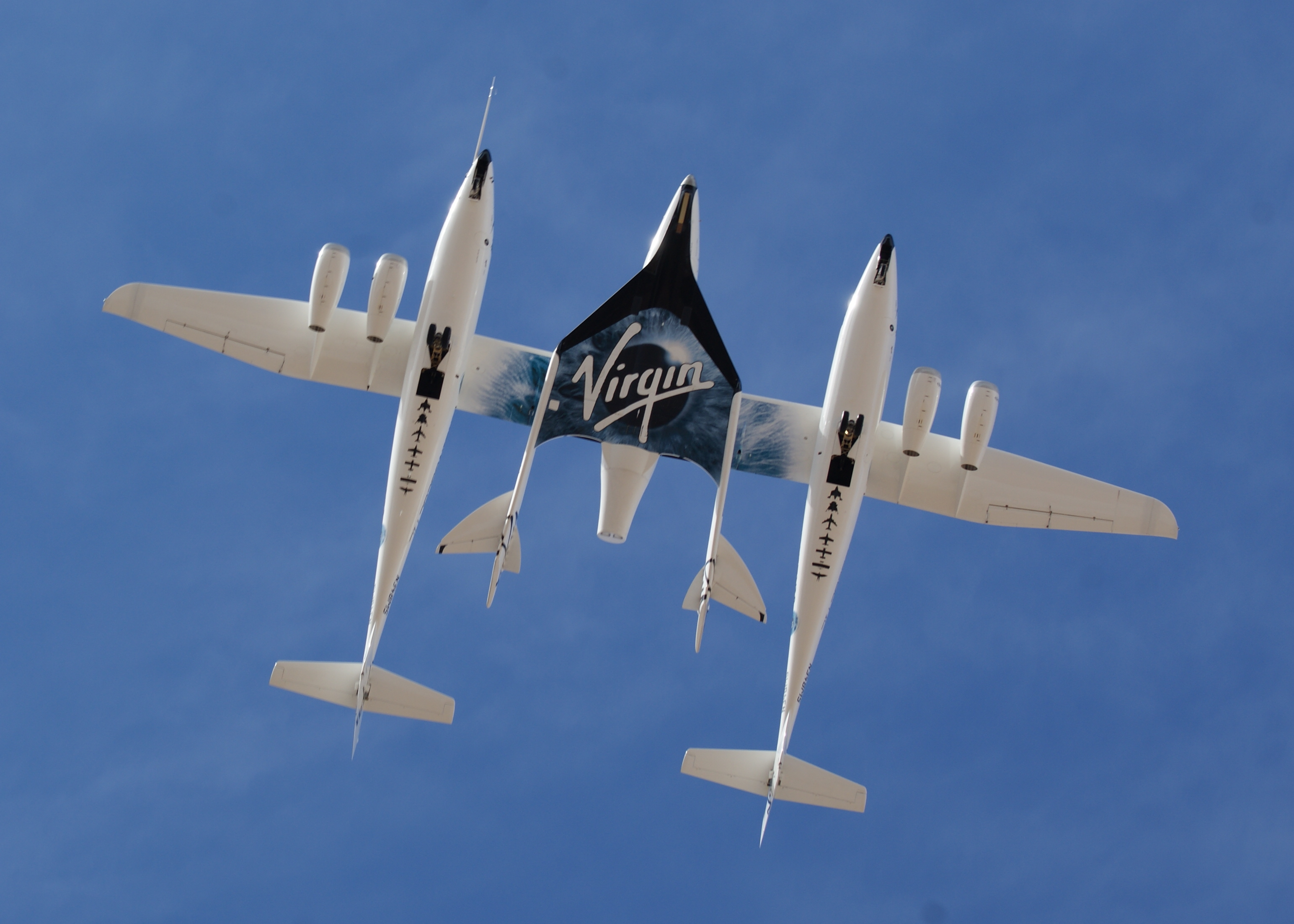
WhiteKnightTwo et SpaceShipTwo (au centre) lors d'un défilé aérien en octobre 2010

Le vol se subdivise en plusieurs phases : un avion porteur, le WhiteKnightTwo transporte l'avion-fusée à haute altitude, celui-ci est largué puis entame une montée à la verticale, d'abord propulsé par son moteur-fusée, puis sur l'inertie. Lorsqu'il parvient à une altitude d'environ 110 km, sa vitesse devient nulle et il commence à retomber. Sa chute, en quasi absence d'atmosphère et faible vitesse n'est pas freinée et les passagers se trouvent en situation d'impesanteur. La descente se fait en deux phases. Au début, l'air est trop peu dense pour permettre la portance au SpaceShipTwo. Pour permettre une chute à plat de l'appareil, les ailes sont articulées : l'arrière peut être relevé de façon à équilibrer les forces pour que la cabine reste à l'horizontale. Lorsque l'aéronef arrive à une altitude où la densité d'air est suffisante, ses ailes sont remises en position normale et l'avion spatial achève son vol à la manière d'un planeur. L'avion spatial n'est pas un vaisseau spatial : il atteint bien l'altitude des vaisseaux spatiaux, mais sa vitesse nulle à cette altitude ne peut pas lui permettre de se maintenir en orbite. Il faudrait pour cela que sa vitesse horizontale soit d'environ 7,7 km/s (soit 27 720 km/h).

Les essais en vol de l'avion porteur ont débuté en 2008. SpaceShipTwo a été présenté en décembre 2009 et a effectué son premier vol en mars 2010.  La compagnie Virgin Galactic prévoyait d'opérer une flotte de cinq avions SpaceShipTwo en vol commercial, à partir de fin 2013,,, et prend des réservations, pour le prix de 200 000 dollars. La société Virgin Galactic annonce avoir déjà recueilli 300 réservations et 40 millions de dollars d'avances dès 2009.

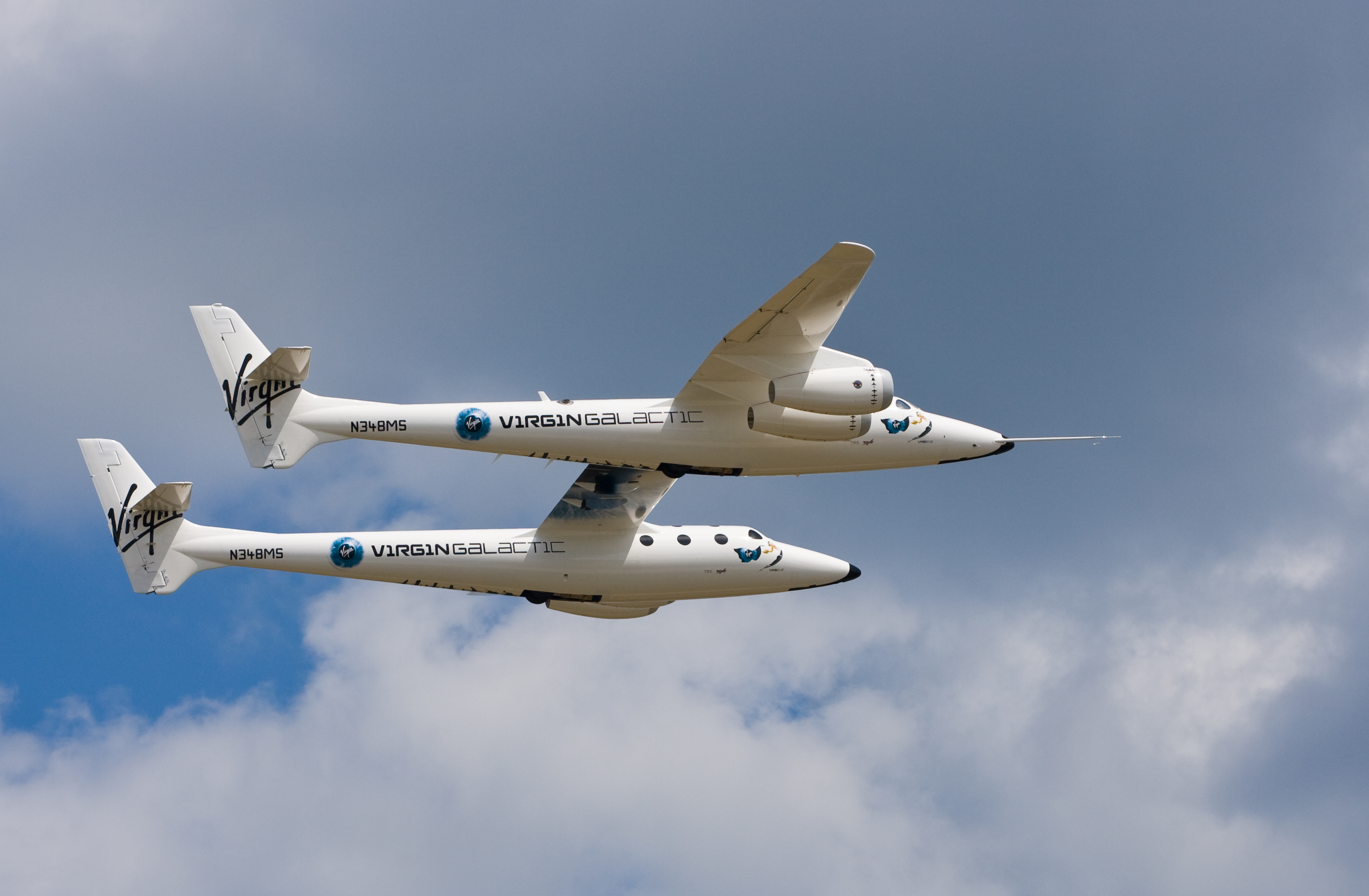
L'avion porteur WhiteKnight 2 en vol sans l'avion spatial (2009)

## Caractéristiques techniques

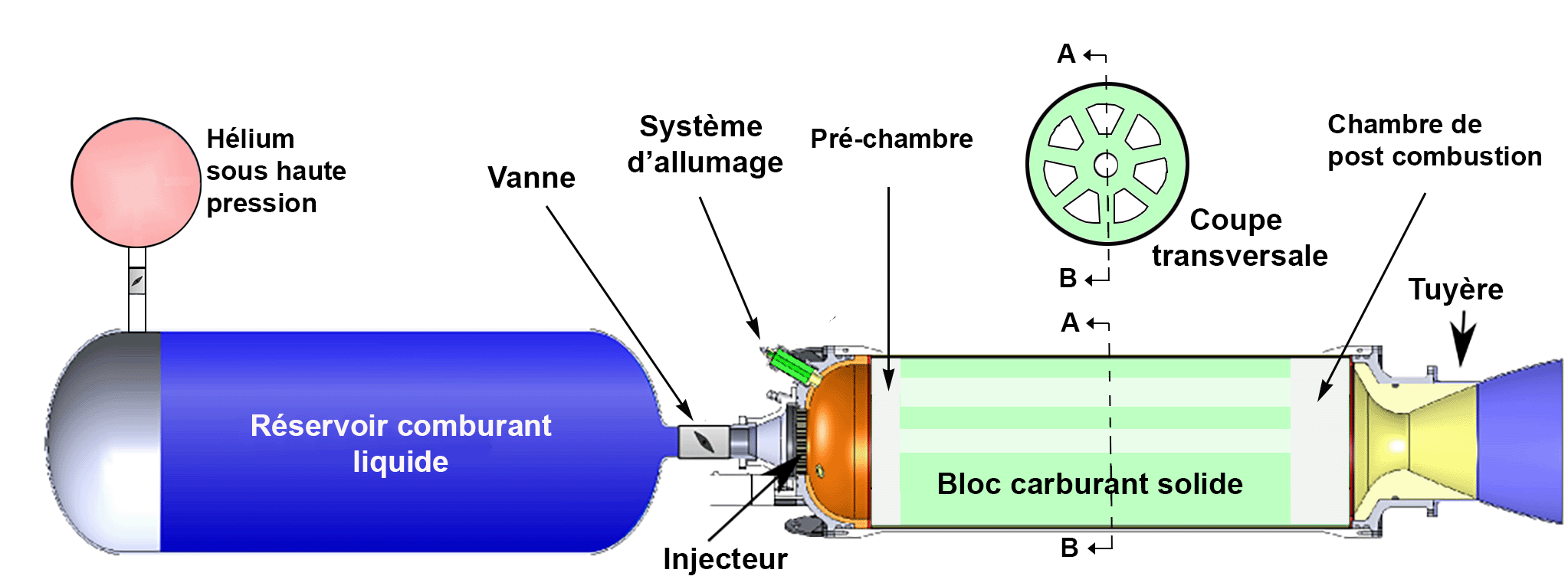
Schéma d'un moteur-fusée lithergol

L'avion spatial SpaceShip Two présente plusieurs spécificités qui le distinguent d'un avion normal car il doit se déplacer à une altitude où l'atmosphère est très ténue et ne peut pas fournir le comburant à un moteur et assurer la portance d'une aile normale.

### Propulsion hybride (lithergol)
L'avion spatial monte jusqu'à une altitude de 110 km (environ 60 km en phase propulsée) ce qui nécessite de traverser une zone où l'atmosphère n'est pas suffisamment dense pour alimenter un moteur à réaction. Pour contourner cette contrainte l'avion spatial utilise un moteur-fusée hybride (également appelé lithergol) qui brûle du protoxyde d'azote (liquide) et un dérivé du polybutadiène hydroxytéléchélique (solide). Ce type de motorisation présente l'avantage de pouvoir fonctionner en l'absence d'atmosphère puisque le carburant et le comburant sont embarqués. C'est un compromis entre un moteur-fusée à ergols liquides et un propulseur à propergol solide. Par rapport à un moteur-fusée à ergols liquides, il est de conception plus simple et donc moins fragile et brûle des ergols moins dangereux, qui ne sont pas susceptibles d'exploser. Contrairement à un propulseur à propergol solide, la poussée du moteur peut être à tout moment modulée ou interrompue.

### Aile pivotante
Lorsque l'avion spatial redescend, la première phase de sa chute se déroule dans une zone où les ailes n'ont pas une portance suffisante pour contrôler la trajectoire. Pour stabiliser l'avion en toute sécurité, Burt Rutan, le concepteur de l'avion, s'est inspiré de la forme du volant de badminton : une partie des ailes de l'avion spatial bascule à 65°. Durant cette phase du vol l'avion descend en feuille morte, freiné par des plans perpendiculaires à la surface de l'aile : dans cette configuration, l'avion est stable, maintenu à l'horizontale et permet au pilote de manœuvrer. L'avion fusée dans cette position se déplace en opposant une surface maximale à sa progression notamment le dessous du fuselage et la partie des ailes se trouvant à l'horizontale : la traînée aérodynamique importante générée et la légèreté de l'avion construit entièrement en composite à base de fibre de carbone limitent sa vitesse et évitent un échauffement excessif qui auraient nécessité une protection thermique coûteuse et lourde des parties les plus exposées des ailes et du fuselage.

### Structure encompositeà base defibre de carbone
L'avion spatial comme son avion porteur WhiteKnightTwo sont entièrement construits en composite carbone, dont l'utilisation est la spécialité de Scaled Composites. Ce matériau permet d'abaisser le poids et par conséquent de diminuer la quantité de carburant emporté, la puissance des moteurs et la taille des deux avions.

### Contrôle d'attitude
Dans les parties hautes de l'atmosphère l'avion spatial ne peut plus utiliser ses ailerons pour manœuvrer. Il dispose de petits moteurs-fusées qui permettent d'orienter l'avion pour garder sa route ou donner un autre point de vue aux passagers.

### Dimensions
L'avion spatial est deux fois plus grand que SpaceShipOne (18 mètres de long, 12,8 mètres d'envergure) et peut emporter six passagers et deux pilotes. La cabine longue de 3,66 mètres et d'un diamètre de 2,29 mètres a la dimension de celle d'un avion d'affaires Falcon 900. Le fuselage est dépourvu de plancher pour fournir le plus grand volume possible en apesanteur. Chaque passager dispose de deux grands hublots, l'un sur le côté de la cabine, l'autre au-dessus de sa tête.

### L'avion porteur WhiteKnight 2
L'avion-fusée de la génération précédente SpaceShipOne était transporté par son avion porteur sous le fuselage de celui-ci. Cette conception a été abandonnée pour l'avion fusée SpaceShipTwo car le fuselage de ce dernier, nettement plus volumineux, aurait nécessité que la garde au sol de l'avion porteur soit considérablement augmentée, ce qui aurait imposé un train d'atterrissage de grande taille. En conséquence l'avion spatial est accroché sous l'aile entre les deux fuselages de l'avion porteur. WhiteKnight 2 est capable de transporter une charge utile externe de 16 tonnes jusqu'à une altitude d'environ 15 km ce qui permet d'envisager sa réutilisation pour le lancement de satellites. Malgré son envergure (42,7 mètres) il peut effectuer des manœuvres avec un fort facteur de charge ou simuler des périodes d'apesanteur.

## Trajectoire

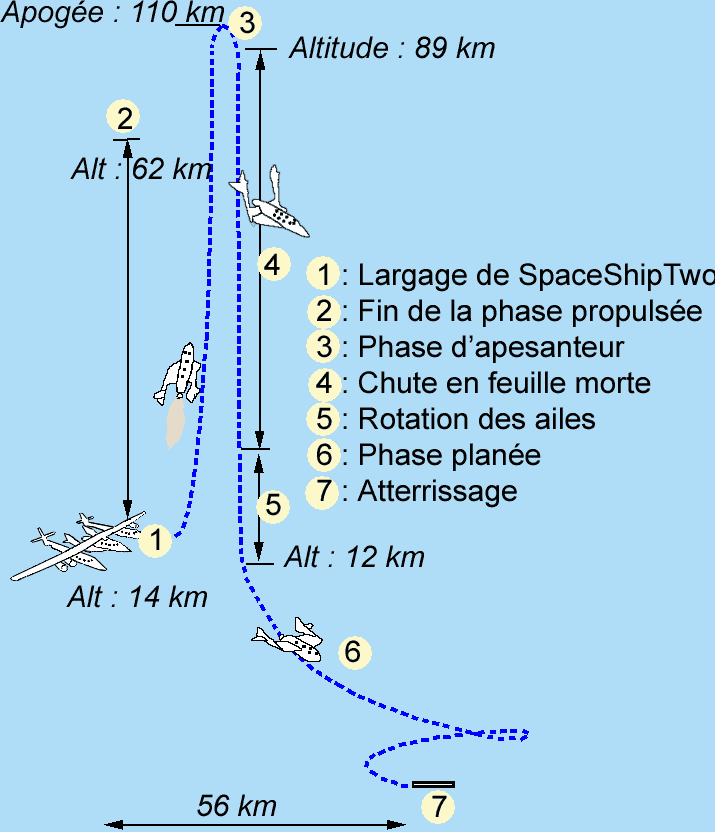
Les différentes phases de vol de SpaceShip Two selon les documents fournis à la FAA.

L'avion spatial effectue un vol en cloche qui lui permet à son apogée d'atteindre 110 km d'altitude. Sa vitesse est de 4 000 km/h. Le vol, qui dure en totalité deux heures, se décompose en plusieurs phases :
Montée jusqu'à l'altitude de largage
L'avion spatial est transporté par son avion porteur, WhiteKnightTwo jusqu'à l'altitude maximale de vol de celui-ci (environ 15 km). Il est alors largué.
Phase propulsée
L'avion fusée après une courte chute libre met à feu le moteur-fusée et entame une montée à la verticale. Ce qui lui permet d'atteindre une vitesse maximum de 4 200 km/h. Les passagers subissent une accélération de 3,8 g,. À une altitude d'environ 60 km, le moteur-fusée, qui est arrivé au bout de son carburant (point d'inflexion), s'éteint et l'avion continue à monter sur son inertie.
Ascension non propulsée et chute en apesanteur
À 110 km d'altitude (plus si le nombre de passagers est réduit), la vitesse ascensionnelle de l'avion devient nulle. Celui-ci commence à chuter. Au début de la phase de descente, compte tenu de la vitesse relativement faible et de la densité très ténue de l'atmosphère, l'avion ne subit aucun freinage.
La chute en feuille morte
Avec l'accroissement de la vitesse et la densification de l'atmosphère, l'avion commence à subir un freinage atmosphérique. La partie des ailes qui pivote a été basculée à 65° au sommet de sa trajectoire, ce qui permet à l'avion de descendre selon une trajectoire contrôlée en spirale à la manière d'une feuille morte. Durant cette phase les passagers subissent brièvement une décélération de 6 g.
La phase planée
Avant que l'avion n'arrive à 12 km d'altitude, les ailes sont remises en position normale et l'avion entame un vol plané qui le ramène après quelques boucles à l'aéroport d'où avait décollé l'avion porteur.
L'avion spatial n'est pas un vaisseau spatial : il atteint bien l'altitude des vaisseaux spatiaux, mais sa vitesse horizontale nulle ne peut pas lui permettre de se maintenir en orbite. Il faudrait pour cela que sa vitesse horizontale soit d'environ 7,91 km/s (soit 28 476 km/h).

## Historique

### La mise en service
Les vols d'essais, qui doivent être menés pendant 18 à 24 mois, ont commencé en mars 2010. L'objectif d'origine de la société Virgin est de faire voler 500 personnes la première année et 50 000 en dix ans. Il était prévu que les premiers touristes spatiaux embarquent dans le SpaceShipTwo en 2013. Des retards conséquents ont régulièrement lieu. En 2018, le premier vol doit avoir lieu vers la fin de l'année avec Richard Branson en personne comme premier passager puis finalement les premiers vols commerciaux sont annoncés pour 2022. Les premiers vols doivent partir du Spaceport America dans l'État du Nouveau-Mexique aux États-Unis.

### Développement
Une fois tous les tests effectués sur le SpaceShipTwo, est prévue à l'origine la construction de six véhicules spatiaux, pour un montant de 450 millions de dollars.
Le premier des cinq avions alors envisagés est nommé VSS (Virgin Space Ship) Enterprise, en l’honneur du vaisseau de Star Trek, et le second VSS Unity.
La construction de deux avions porteurs White Knight Two est également prévue. Le premier, baptisé Eve (d’après le prénom de la mère de Richard Branson), a été présenté à Mojave, Californie, le 28 juillet 2008. Son envergure est de 43 mètres et il peut voler à une altitude de 50 000 pieds (15,2 km). Il a effectué son premier vol en octobre 2008 et a volé avec le SpaceShipTwo en 2010. Il sera finalement le seul construit.
SpaceShipTwo est le successeur du SpaceShipOne, qui était le premier avion spatial financé par des capitaux privés à avoir réussi un vol suborbital. À l'époque le fabricant de l'engin spatial concourait au prix Ansari X-Prize. La conception et la construction du SpaceShipTwo sont assurées comme pour son prédécesseur par Burt Rutan et sa société spécialisée dans les prototypes d'avions et de fusées Scaled Composites. Le projet est financé par Virgin Galactic qui commercialise les futures excursions orbitales.
- Lors d’un test de moteur, le 26 juillet 2007, le réservoir de la fusée a explosé, tuant trois employés du fabricant.
- Les premiers vols d’essais du vaisseau White Knight Two, qui devra transporter le SpaceShipTwo jusqu’à une altitude de 15 kilomètres, ont commencé en décembre 2008[14].
- Les premiers tests d’allumage des moteurs de l'avion spatial ont eu lieu en mai 2009[15].
- Le premier SpaceShipTwo, baptisé VSS Enterprise, est présenté officiellement à la presse le 7 décembre 2009, en compagnie de Richard Branson[16].
- Le premier vol d'essai a lieu le 22 mars 2010, au-dessus du désert de Mojave. Ce premier vol était captif (SpaceShipTwo est resté solidaire de l'avion porteur WhiteKnightTwo)[17].
- Le 31 octobre 2014, le VSS Enterprise s'écrase dans un désert aux États-Unis, tuant un pilote et blessant l'autre.
- Le 8 septembre 2016, le deuxième SpaceShipTwo, baptisé VSS Unity, effectue un premier vol captif.
- Le 13 décembre 2018, VSS Unity réalise un premier vol suborbital et atteint 82,7 km d'altitude à Mach 2,9.

### Accident du VSSEnterprise

#### Circonstances de l'accident
Le 31 octobre 2014, SpaceShipTwo s'écrase dans le désert des Mojaves lors d'un vol d'essai, tuant l'un des pilotes (Michael Alsbury) et blessant grièvement l'autre (Peter Siebold). L'appareil est retrouvé en trois gros morceaux à environ 40 km du port spatial de Mojave, non loin de Los Angeles, d'où il a décollé à 17 h 30 GMT, après s'être désintégré et avoir effectué une chute de plus de 45 000 pieds (15 000 m). D'après un communiqué de l'autorité américaine de l'aviation et de l'aérospatiale (FAA), les contrôleurs au sol de la base spatiale du Mojave perdent le contact avec SpaceShipTwo peu de temps après sa séparation du vaisseau de lancement WhiteKnightTwo, à 10 h 10 locales. Le pilote mort est retrouvé à l'intérieur des débris de l'appareil, alors que le parachute du deuxième est retrouvé dans le désert par les autorités américaines. Selon le Sergent M. Singer, de la police des autoroutes de l'État de Californie, le blessé est transporté dans un hôpital des environs.
Ce vol est le premier à mettre en œuvre un nouveau type de carburant solide à base de polyamide soupçonné d'être à l'origine de la destruction de l'avion-fusée,. Une quinzaine de membres du Conseil national de la sécurité des transports (NTSB) sont arrivés sur place le 1er novembre pour déterminer les causes de l'accident. Après une enquête de terrain de quatre à sept jours, le rapport final est annoncé pour un an plus tard environ.
Doug Messier, rédacteur en chef du magazine Parabolic Arc et témoin de l'événement, déclare que le moteur s'est mis à « tousser » dès que l'appareil s'est séparé de son avion porteur. Il lui semble que le moteur fonctionnait de manière anormale. Théoriquement, il devait brûler son carburant en continu pendant un certain temps, mais il semblerait qu'il se soit immédiatement coupé puis qu'il ait redémarré,. Stuart Witt, chef exécutif du port spatial, qui suivait l'événement depuis le sol, a témoigné qu'au début il n'avait rien constaté d'anormal, et que même si une explosion s'était produite, il n'avait rien remarqué, principalement en raison d'une fine couche de nuages qui masquait légèrement l'appareil. C'est lorsqu'il n'a plus rien entendu qu'il a commencé à s'inquiéter. Il évoque ensuite la présence d'un parachute,.

#### Résultats de l'enquête
Les premiers résultats de l'enquête, annoncés le 3 novembre par le responsable du Conseil national de la sécurité des transports (NTSB) américain, semblent mettre hors de cause le moteur hybride : le réservoir d'oxydant, le bloc de propergol et la tuyère n'ont pas été perforés et n'ont subi aucun dégât apparent durant le vol. Les données télémétriques indiquent que 9 secondes après la mise à feu du moteur-fusée, la partie de l'aile qui bascule lors du retour au sol a été déverrouillée. Cette manœuvre de déverrouillage est réalisée normalement lorsque l'avion a atteint Mach 1.4, alors qu'elle a été effectuée à Mach 1. La vidéo prise à l'intérieur de la cabine confirme que le copilote est à l'origine de cette opération. Toutefois, ce déverrouillage n'entraîne pas normalement le pivotement de la partie mobile de l'aile : celui-ci est déclenché par une deuxième manœuvre effectuée par les pilotes. Or, les données disponibles indiquent qu'immédiatement après le déverrouillage l'aile a basculé. L'avion-fusée en pleine accélération s'est alors désintégré. Ce scénario de l'accident doit être toutefois validé par l'enquête en cours.

#### Conséquences pour letourisme suborbital
Le propriétaire de la société Virgin Galactic, Sir Richard Branson, pour qui « les plus grands progrès de l'humanité ne s'étaient pas faits sans les plus grandes douleurs », vit là l'un des échecs les plus cuisants de sa carrière, et a déclaré que toutes ses pensées allaient à la société Virgin Galactic et la firme Scaled Composites, sous-traitante dans la fabrication de l'appareil. Les plus de 800 personnes qui avaient déjà réservé leur vol sur cet avion, versant une avance non négligeable sur les plus de 200 000 dollars que coûte le billet, pourront être remboursées.
Avec l'explosion, trois jours plus tôt, de la fusée Antares d'Orbital Sciences, cet accident met à mal l'avenir du tourisme spatial.

### La reprise des tests

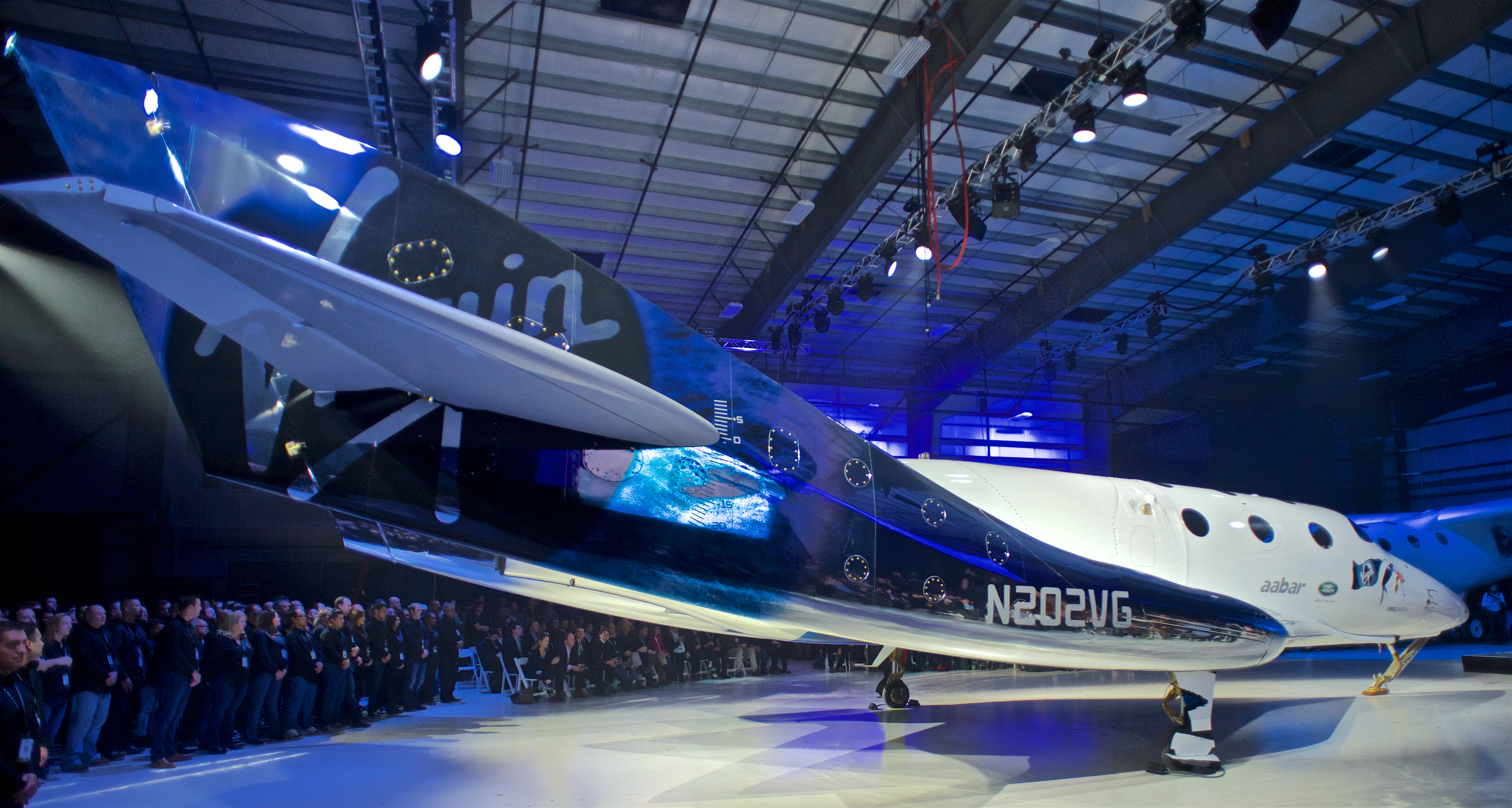
La présentation du VSS Unity, le 19 février 2016 à Mojave.

À la fin de l'année 2016, les essais du SpaceShipTwo ont repris avec le deuxième exemplaire, Unity.
Le 8 septembre 2016 s'est déroulé un vol statique, au cours duquel le vaisseau ne s'est pas séparé de son avion porteur. Il a été effectué à environ 15 000 m et a duré quatre heures.
Le 3 décembre, les pilotes Mark Stucky et David Mackay ont été largués à une altitude de plus de 15 000 m. Ils ont volé à Mach 0,6 et réalisé plusieurs manœuvres en vue de vérifier la manœuvrabilité et effectués des essais de vibration avant d'atterrir sur la piste de Mojave en vol plané. Le 28 décembre, ce test a été réédité
Le 1er mai 2017, un vol a été réalisé en vue de valider le test de rentrée dans l'atmosphère.
En avril 2018, un premier vol propulsé est réalisé, une première depuis 2014, atteignant 25 km d'altitude. Il atteint Mach 1,87
Le 29 mai 2018, le VSS Unity réalise son deuxième vol propulsé et monte à 35 km d'altitude. Il atteint Mach 1,9,.
Le 26 juillet 2018, Unity s'envole jusqu'à 52 km d'altitude et atteint Mach 2,47.
Le 13 décembre 2018, Unity effectue pour la première fois un vol dans l'espace — selon la définition de la FAA — en atteignant 82 km d'altitude à Mach 2,9 (3 030 km/h).
Le 22 mai 2021, le SpaceShipTwo VSS Unity a réussi son premier vol habité suborbital depuis sa nouvelle base Spaceport America située dans le désert près de Las Cruces dans le Nouveau-Mexique.

## Liste des vols
| Vol                   | Date             | Résultat                | Vitesse maximale | Altitude | Équipage |
| --------------------- | ---------------- | ----------------------- | ---------------- | -------- | --- |
| VSS Unity VP-03       | 13 décembre 2018 | Succès                  | Mach 2.9         | 82,72 km | Mark P. Stucky Frederick W. Sturckow |
| VSS Unity VF-01       | 22 février 2019  | Succès                  | Mach 3.4         | 89,9 km  | Dave Mackay Michael Masucci Beth Moses (passager)                                                                                                |
| VSS Unity VF-02       | 12 décembre 2020 | Annulé avant l'allumage | -                | -        | Dave Mackay Frederick W. Sturckow |
| VSS Unity Unity 21    | 22 mai 2021      | Succès                  | Mach 3           | 89,2 km  | Dave Mackay Frederick W. Sturckow |
| VSS Unity Unity 22    | 11 Juillet 2021  | Succès                  | ?                | 86 km    | Dave Mackay Michael Masucci Sirisha Bandla (passager) Colin Bennett (passager) Sir Richard Branson (passager) Beth Moses (passager)              |
| VSS Unity Unity 23    | Annulé           | Transféré à Galactic 01 |                  |          | Frederick W. Sturckow Michael Masucci Beth Moses (passager) Walter Villadei (passager) Angelo Landolfi (passager) Pantaleone Carlucci (passager) |
| VSS Unity Unity 25    | 25 mai 2023,     | Succès                  | Mach 2.94        | 87,2 km  | Michael Masucci Frederick W. Sturckow Beth Moses Luke Mays Jamila Gilbert Christopher Huie                                                       |
| VSS Unity Galactic 01 | 29 juin 2023     | Succès                  | Mach 2.88        | 85,1 km  | Michael Masucci Nicola Pecile Walter Villadei Angelo Landolfi Pantaleone Carlucci Colin Bennett                                                  |
| VSS Unity Galactic 02 | 10 août 2023     | Succès                  | Mach 3.00        | 88,5 km  | Frederick W. Sturckow Kelly Latimer Beth Moses Jon Goodwin Keisha Schahaff Anastatia Mayers                                                      |
| VSS Unity Galactic 03 | 8 septembre 2023 | Succès                  |                  | 85 km    | Nicola Pecile Michael Masucci Beth Moses Ken Baxter Timothy Nash Adrian Reynard                                                                  |
| VSS Unity Galactic 04 | 6 octobre 2023   | Succès                  | Mach 2.95        | 87,4 km  | Kelly Latimer Frederick W. Sturckow Beth Moses Ron Rosano Trevor Beattie Namira Salim                                                            |
| VSS Unity Galactic 05 | 2 novembre 2023  | Succès                  | Mach 2,96        | 87,2 km  | Michael Masucci Kelly Latimer Colin Bennett Alan Stern Kellie Gerardi Ketty Maisonrouge                                                          |
| VSS Unity Galactic 06 | 26 janvier 2024  | Succès                  | Mach 2,98        | 88,8 km  | Frederick W. Sturckow Nicola Pecile / Lina Borozdina Robie Vaughn Franz Haider Neil Kornswiet                                                    |
| VSS Unity Galactic 07 | 8 juin 2024      | Succès                  | Mach 2,9         | 87,5 km  | Nicola Pecile Jameel Janjua Tuva Cihangir Atasever Anand Harish Sadhwani Irving Izchak Pergament Giorgio Manenti                                 |